# Quake 4
Quake 4 é o quarto título da série de jogos de tiro em primeira pessoa Quake. O jogo foi desenvolvido pela Raven Software e publicado pela Activision. A Raven Software colaborou com a id Software, a criadora e desenvolvedora dos antigos jogos da serie Quake. Nesse caso, a id Software supervisionou o desenvolvimento do jogo e também forneceu a engine do Doom3, agora conhecida como 'id Tech 4' e lançada sobre a GNU General Public License (Licença Pública Geral) em 22 Novembro de 2011, sobre a qual o jogo foi construído. Quake 4 foi lançado em 18 de Outubro de 2005 para Microsoft Windows e mais tarde para Linux, Xbox 360 e Mac OS X. Uma edição especial de colecionador em DVD também existe, incluindo material promocional e o jogo Quake II com as expansões The Reckoning e Ground Zero. A versão para Xbox 360 de Quake 4 é baseada na edição especial de colecionador, e também inclui o Quake II. Em 4 de Agosto de 2011 o jogo foi disponibilizado para venda no serviço de distribuição digital Steam.
O jogo é o sucessor espiritual de Quake II e se passa durante a mesma guerra de Enemy Territory: Quake Wars. Quake II, Quake 4 e Enemy Territory: Quake Wars não compartilham da mesma história de Quake ou de Quake III Arena; a única relação entre eles está nos nomes e logotipos parecidos. Comparado com os outros jogos da série Quake, Quake 4 dá maior ênfase a parte single player do jogo. Também está disponível um modo multiplayer, mas não envolve bots, diferente de Quake III Arena.

## Versões
Foram lançadas versões de atualização após seu lançamento, e em 28 de maio de 2006 encontrava-se na versão 1.2. O jogo foi lançado originalmente para os sistemas operacionais Windows 2000 ou Windows XP, mas tempos após seu lançamento, foram disponibilizados binários para a sistemas GNU/Linux pelo  site da empresa.
No Brasil, o jogo é distribuído pela Electronic Arts. Na época do lançamento, o jogo podia ser adquirido por cerca de R$100,00 (36,39€).

## História
Quake 4 continua a história de Quake 2, que segue após a tentativa fracassada de invasão à Terra, liderada por uma raça alienígena, os Stroggs. Após a invasão mal sucedida, o conselho internacional da Terra decide contra-atacar o planeta natal dos Stroggs, para aniquilar totalmente a raça genocida. Esquadrões das forças de elite da Terra são mandadas para a guerra, e a maior parte dos soldados são mortos ou capturados na atmosfera do planeta. O jogador controla o personagem Matthew Kane, um fuzileiro de elite do esquadrão mais cobiçado das forças armadas, Rhino Squad.
Após uma guerra incessante no planeta Strogg, os humanos se vêem sem chances para poder virar a guerra a seu favor. A sua causa perdida cada vez se torna mais evidente, uma vez que a tecnologia Strogg é muito superior em comparação com a dos humanos. Os Stroggs cometiam atrocidades com os presos de batalhas, o que deixava os humanos com cada vez menos motivação para continuar a guerra, uma vez que os alienígenas trucidavam seus corpos e os transformavam em Cyborgs sem livre arbítrio, para lutar pela sua causa — "ex-companheiros" atirando em companheiros de esquadrão.
Até que Kane é pego e levado para ser transformado em Cyborg, quando o processo é interrompido no meio por seus companheiros. Ele agora é um meio-Strogg, mas com o intuito de lutar pela causa humana, o que, finalmente, muda os rumos da guerra.
Matthew Kane é incumbido com a missão mais perigosa de todas. Invadir o complexo central, por ser um único capaz de usar o teleporte Strogg, e matar o cérebro principal de todos os Stroggs, pois fazendo isso todos os outros serão incapacitados de qualquer coisa, uma vez que são "terminais burros". Quando Kane consegue a proeza de matar o cérebro principal, ocorre como o planejado e os humanos vencem a guerra.
Então não havia mais nada a fazer, a não ser voltar para casa.